# Nearcha notata
Nearcha notata là một loài bướm đêm trong họ Geometridae.